# Agence France Trésor
Pour les articles homonymes, voir AFT.
 (février 2016).
L'Agence France Trésor (AFT) est un service à compétence nationale français chargé de gérer la dette et la trésorerie de l'État. Elle a été créée sous le nom d'Agence de la dette par l'arrêté du 8 février 2001, et est rattachée à la direction générale du Trésor.
En 2023, cette agence a emprunté 270 milliards d'euros sur les marchés, sous forme d'obligations et de bons du trésor. 

## Missions
Dans la gestion de la trésorerie de l'État, l'Agence France Trésor exerce les trois missions habituelles incombant au trésorier :
- établir la prévision quotidienne la plus précise possible des flux d'entrée et de sortie de trésorerie ;
- placer les éventuels excédents aux meilleures conditions ;
- emprunter les ressources nécessaires au meilleur coût[3].

L'Agence France Trésor a également pour mission de gérer la dette de l'État au mieux des intérêts du contribuable. Elle favorise une liquidité sur l'ensemble des produits de dette qu'elle émet, dans une totale transparence et une volonté de conjuguer innovation et sécurité.

## Organisation
Dirigée par un directeur général, Antoine Deruennes, depuis octobre 2023 et placée sous l'autorité du ministère de l'Économie, des Finances et de la Souveraineté industrielle et numérique, elle est présidée par le directeur général du Trésor.

### Nomination des directeurs généraux
- février 2001 : Sylvain de Forges
- décembre 2003 : Bertrand de Mazières
- septembre 2006 : Benoît Coeuré
- janvier 2008 : Philippe Mills
- mars 2013 : Ambroise Fayolle
- mars 2015 : Anthony Requin
- août 2021 : Cyril Rousseau
- octobre 2023 : Antoine Deruennes

## Stratégie d'émission
La stratégie d'émission de l'AFT se fonde sur 3 grands principes : la régularité, la transparence et la flexibilité.
Les deux premiers principes, la régularité et la transparence, se caractérisent par :
- la publication chaque fin d’année du schéma d’emprunt pour l’année suivante ;
- une offre régulière de titres sur les maturités de référence (« benchmarks ») 2, 5, 10, 15, 30 et 50 ans ;
- la régularité dans le rythme et la structure des émissions ;
- l’absence d’opportunisme.

Le troisième principe est la flexibilité.
L’AFT adapte ses émissions (en termes de taille et de titres) pour se rapprocher au mieux de la demande des investisseurs et donc de garantir le moindre coût de financement pour l’État.
Au-delà des titres sur les maturités de référence, l’AFT peut émettre des titres plus anciens (appelés aussi « off-the-run »).

## Instruments de dette
Les emprunts émis par l’État sont des titres négociables sur les marchés financiers. Ils sont dits assimilables, ce qui signifie que les titres réémis sont rigoureusement équivalents aux titres émis précédemment à partir d’une même souche (même maturité, même coupon, même date de versement de coupon). Les réémissions permettent d’obtenir des volumes en circulation assez élevés pour atteindre une liquidité satisfaisante (disponibilité à l’achat ou à la vente à tout moment).
Les bons du trésor à taux fixe et à intérêt précompté (BTF) sont les titres de court terme, leur maturité initiale est inférieure ou égale à un an.
Les obligations assimilables du Trésor (OAT) sont les titres de moyen et long terme. Ils payent un coupon annuel à taux fixe.
Les OATi (depuis septembre 1998, indexé sur l’indice des prix français) et OAT€i (depuis octobre 2001, indexé sur l'indice des prix de la zone euro) sont les OAT indexées sur l’inflation : le capital remboursé à échéance est indexé sur l’inflation réalisée depuis la création de la souche. Ils intéressent les investisseurs qui veulent protéger le pouvoir d’achat de leurs investissements, souvent parce que les engagements de ces investisseurs dépendent de l’inflation (assureurs, fonds de pension, par exemple). 
Les obligations vertes françaises (OAT vertes) sont des emprunts émis par l'État pour financer des projets ayant un impact positif sur l’environnement. En 2017, la France a été le premier pays souverain au monde à émettre une obligation verte de taille benchmark. Les OAT vertes permettent de lever des fonds exclusivement affectés à des dépenses budgétaires en faveur de l’environnement. Chaque émission est encadrée par une transparence renforcée et un suivi de l’utilisation des fonds. Elles soutiennent six objectifs environnementaux : l’atténuation et l’adaptation au changement climatique, l’utilisation durable et la protection des ressources aquatiques et marines, la transition vers une économie circulaire, la prévention et la réduction de la pollution, ainsi que la protection et la restauration de la biodiversité et des écosystèmes.

### Primes et décotes
Les primes et décotes à l’émission d’OAT découlent de la technique de réémission par assimilation.
Les primes et décotes compensent la différence, sur la durée de vie du titre, entre le montant des coupons versés et le taux d’intérêt de marché à l’émission. Ainsi, lorsque le taux de coupon de la souche émise est supérieur au taux à l’émission, les investisseurs payent une prime en plus de la valeur faciale (valeur de remboursement). Dans le cas contraire c’est une décote, les investisseurs payent les titres en deçà de leur valeur faciale.
Le taux de coupon n’est que très rarement exactement égal au taux à l’émission. D’une part, les taux de coupons sont arrondis au quart de point de pourcentage au plus proche des taux en vigueur au moment de la première émission. D’autre part, les taux d’intérêt évoluent dans le temps (à la hausse comme à la baisse) de sorte que le taux peut être différent de celui qui prévalait lors de l’émission inaugurale. Dès lors des primes et décotes à l’émission sont enregistrées quasi systématiquement sauf dans les cas – rares – où le taux est exactement égal au taux de coupon.
Dans le rapport principal sur l’exécution du budget 2016, la Cour des comptes rappelle que « la pratique d’émettre régulièrement à partir de souches anciennes est utilisée de manière systématique par l’AFT depuis 2008 pour répondre à la demande des investisseurs et améliorer la liquidité de la dette française. » Dans le rapport annexe sur la gestion de la dette et de la trésorerie, la Cour détaille les raisons pour lesquelles, dans ce cadre constant, les primes à l’émission ont été élevées en 2015 et 2016, à savoir la forte baisse des taux de 2014 à 2016 et l’existence de taux négatifs.
Albéric de Montgolfier, rapporteur général de la commission des finances du Sénat, écrit également en rapport parlementaire de mai 2017 sur les évolutions, perspectives et gestion de la dette publique de la France que « l’encaissement de primes à l’émission était donc quasiment inévitable dans le contexte de taux actuel et n’aurait pu être empêché qu’à la condition de ne pas émettre de titres sur souches anciennes, ce qui aurait été préjudiciable à la liquidité des titres français et en rupture avec la stratégie jusqu’alors – et de longue date, quel que soit le contexte de taux – menée par l’Agence France Trésor ».

## Comité stratégique
L’Agence France Trésor est assistée dans la gestion de la dette de l’État par le Comité stratégique, qui aux côtés des spécialistes en valeurs du Trésor, la conseille sur les grands axes de la politique d’émission de l’État. Il aide l’Agence France Trésor à mettre en œuvre de façon concrète, en les approfondissant, les principes de sa politique d’émission. L'instance est composée de dix personnalités qualifiées, françaises et étrangères.
Le rôle du Comité stratégique est en particulier de donner sa lecture propre des principes qui gouvernent la politique d’émission de l’État et la gestion de sa trésorerie, ainsi que de se prononcer sur les pratiques en cours et les éventuelles évolutions à venir.
Le Comité stratégique se réunit deux fois par an. C’est l’occasion pour le directeur générale du Trésor, président de l’agence, assistée du directeur général de celle-ci, de résumer l’activité passée de l’agence, en la replaçant dans les circonstances conjoncturelles ambiantes, et d’exposer les hypothèses sur lesquelles l’agence va fonder son travail futur.

### Composition
- Président :
  - Jacques de Larosière, ancien gouverneur de la Banque de France, ancien directeur général du FMI, ancien président de la BRED ;
- Membres :
  - Marc-Antoine AUTHEMAN, ancien président du conseil d’administration d’Euroclear ;
  - Günther BRÄUNIG, ancien membre du conseil d'administration de KfW ;
  - Assaad J. JABRE, conseiller d'Entreprises, ancien Vice-President de la Société Financière Internationale (Groupe de la Banque Mondiale) ;
  - René KARSENTI, ancien président de l’International Capital Market Association (ICMA) ;
  - Chow-Kiat LIM, directeur du Government of Singapore Investment Corporation (GIC) ;
  - Anne Leclercq, ancienne directrice de l’Agence Fédérale Belge de la Dette ;
  - Bertrand de MAZIERES, conseiller spécial auprès du conseil d'administration de la Banque européenne d’investissement (BEI), ancien directeur général des finances à la BEI ;
  - Hung Q. Tran, économiste senior au Policy Center for the New South et à l’Atlantic Council.

## Partenaires

### Les SVT
Les spécialistes en valeurs du Trésor (SVT) sont les contreparties privilégiées de l’Agence France Trésor et de la Caisse de la Dette Publique pour l’ensemble de leurs activités sur les marchés. Ils assistent l’AFT sur sa politique d’émission et de gestion de la dette, et plus généralement sur toute question intéressant le bon fonctionnement des marchés.
La composition du groupe des SVT a évolué dans le temps. Au nombre de treize en janvier 1987, il s’est élargi à vingt-deux au début des années 2000 avant de compter quinze établissements pour la période 2019-2021 et 2022-2024. Ce groupe de SVT représente aujourd’hui la diversité des établissements actifs sur le marché des emprunts d’État français : grandes banques de réseau, établissements spécialisés, institutions d’origine française ou étrangère.
À partir du 1er janvier 2025, le groupe des SVT est composé de quatre établissements français, un allemand, un espagnol, trois britanniques, cinq nord-américains et un japonais, ce qui reflète le rôle central et l’attractivité des valeurs du Trésor français sur le marché de la dette en euros.

### L'ICMA
Située à Zurich et fondée en 1969, l’International Capital Market Association (ICMA) est une association internationale comptant plus de 500 membres répartis à travers 60 pays. La mission de l'ICMA est de promouvoir la résilience et le bon fonctionnement des marchés internationaux de la dette.

### Le Comité de Marché
Le Comité de Marché a pour rôle d’élaborer les Règles de Marché traduisant l’engagement des SVT à maintenir des prix exécutables sur le marché secondaire des emprunts d’État français négociés sur des systèmes multilatéraux de négociation.